# Gare de Musashi-Shinjō
La gare de Musashi-Shinjō (武蔵新城駅, Musashi-Shinjō-eki) est une gare ferroviaire située dans la ville de Kawasaki, dans la préfecture de Kanagawa au Japon. Elle est exploitée par la East Japan Railway Company (JR East). 

## Situation ferroviaire
La gare de Musashi-Shinjō est située au point kilométrique (PK) 10,5 de la ligne Nambu.

## Histoire
La gare est inaugurée le 9 mars 1927.

## Service des voyageurs

### Accueil
La gare est située sous les voies qui sont surélevées. Elle est ouverte tous les jours.

### Desserte
- Ligne Nambu :
  - voie 1 : direction Musashi-Kosugi et Kawasaki
  - voie 2 : direction Musashi-Mizonokuchi et Tachikawa